# Sveti Đorđe
Sveti Đorđe (en serbe cyrillique : Свети Ђорђе) est un village du sud-est du Monténégro, dans la municipalité d'Ulcinj.

## Démographie

### Évolution historique de la population
| 1948 | 1953 | 1961 | 1971 | 1981 | 1991 | 2003 |
| ---- | ---- | ---- | ---- | ---- | ---- | ---- |
| 157  | 181  | 234  | 275  | 309  | 348  | 86   |